# Jennifer McClellan
Jennifer Leigh McClellan (Petersburg, 28 dicembre 1972) è una politica e avvocato statunitense, membro della Camera dei rappresentanti per la Virginia dal 7 marzo 2023.

## Biografia
Nata a Petersburg, in Virginia, Jennifer McClellan si iscrisse all'Università di Richmond dove conseguì un Bachelor of Arts in inglese e scienze politiche per poi iscriversi all'Università della Virginia dove ricevette un dottorato in giurisprudenza.

### Carriera politica
Iscrittasi al Partito Democratico, iniziò la propria carriera in politica nel 2005, quando si candidò per il 71º distretto della Camera dei delegati della Virginia, venendo eletta. È stata poi vicepresidente del Partito Democratico per la Virginia oltre ad ottenere il ruolo di superdelegata in vista della convention tenutasi dopo le primarie democratiche del 2008.
Nel 2016 venne eletta nel 9º distretto del Senato della Virginia.
Nel 2021 si candidò alle primarie democratiche per la scelta del candidato a governatore della Virginia in vista delle elezioni governative, ma si piazzò poi al terzo posto perdendo dunque la nomination a favore del vincente Terry McAuliffe.
Nel febbraio 2023 venne eletta al Congresso americano per il 4º distretto della Virginia dopo che furono indette delle elezioni speciali a causa della morte del deputato in carica Donald McEachin, avvenuta nel novembre 2022, per poi insediarsi ufficialmente il 7 marzo.